# Strange Celestial Road
Strange Celestial Road ist ein Jazzalbum von Sun Ra. Die im Variety Recording Studio, New York City, wohl im Juni 1979 entstandenen Aufnahmen erschienen 1980 als Langspielplatte, 1987 als Compact Disc auf Rounder Records.

## Hintergrund
Die Band, die Sun Ra Ende der 1970er Jahre anführte, sei sicherlich die funkigste gewesen, die er je hatte, notierte Sean Westergaard, mit dem E-Bassisten Steve Clarke (zusammen mit dem Bassisten Richard Williams) und den beiden Gitarristen Taylor Richardson und Skeeter McFarland. Mit dieser Band spielte Ra das Album On Jupiter ein, und die etwas andere Bandbesetzung für Sleeping Beauty (nur zwei Wochen später aufgenommen) legt nahe, dass Strange Celestial Road zwischen den beiden aufgenommen wurde, basierend auf der hybriden Bandbesetzung. „Celestial Road“ beginnt, indem E-Bass, Coll’arco-Bass und Wah-Wah-Gitarre die Bühne für den Gesang von June Tyson und dann Soli von John Gilmore, Michael Ray, Sun Ra und Damon Choice am Vibraphon bereiten.

## Titelliste
- Sun Ra: Strange Celestial Road (Rounder Records 3035)[4]

1. Celestial Road, 7:02
2. Say, 12:05
3. I’ll Wait for You, 16:00

Die Kompositionen stammen von Sun Ra.

## Rezeption
Sean Westergaard verlieh dem Album in Allmusic vier Sterne und schrieb, Sun Ras Keyboard-Klänge und Soli seien auf diesem Album besonders durchgeknallt, würden aber nie in den nur lärmenden Bereich geraten. „I’ll Wait for You“ sei der wahre Leckerbissen dieses Albums, mit einem großartigen, sanften Groove und wunderbaren Gesangsbeiträgen des Ensembles, angeführt von June Tyson. Es gebe auch viele großartige Soli auf diesem Track, aber die Hauptattraktion sei die Mischung von Ras Keyboard und Michael Rays Trompete. Es trete auch ein Dub-ähnliches Element in der Art und Weise in Erscheinung, wie die Instrumente und Stimmen behandelt und ein- und ausgemischt werden, aber das sei eine Art „Dub über dem Saturn“, und die Abmischung sei mindestens so seltsam und wunderbar wie alles, was Lee Perry gemacht habe. Dies sei ein oft übersehenes Album in einer unübersichtlichen Diskographie, aber ein echtes Juwel.
Nach Ansicht von Richard Cook und Brian Morton, die das Album in The Penguin Guide to Jazz mit drei Sternen auszeichneten, sei dieses Album bezwingender als das wenig später entstandene Album Live from Soundscape vom November 1979; es sei ganz einfach „typisch Arkestra, mit Bigband-Swing und Ritualen, und all dies gemischt“. Auch die Klangqualität sei nicht schlecht und die Bestimmung individueller Instrumente im Ensemble wohl besser als durchschnittlich [im Arkestra-Katalog].
Sean Kitching schrieb in The Quietus, das Album sei „schlicht und mindestens genauso funky“ wie Lanquidity, nur eingespielt von einem deutlich größeren Ensemble von 28 Musikern. „Say“ sei ein wunderbar vorantreibendes Stück mit dem brillanten Trompetenspiel Michael Rays. Keines dieser beiden Alben sei jedoch ganz das „Sun Ra goes Disco“-Album, wie das einige Kritiker angedeutet hätten, so der Autor. Vielleicht komme dem Sun Ras Musik in dem Track „UFO“ (aus On Jupiter von 1979) am nächsten.